# Kintpuash

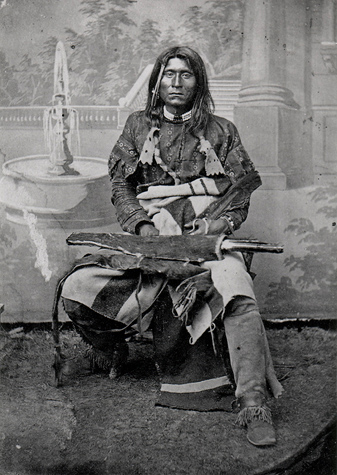
Captain Jack im Jahr 1864

Kintpuash, auch Kientpoos, besser bekannt als Captain Jack (* um 1837 in Wa'chamshwash; † 3. Oktober 1873 in Fort Klamath, Oregon), war ein Häuptling der Modoc.

## Frühe Jahre
Er wurde im Dorf Wa'chamshwash am unteren Lost River, nahe der heutigen Grenze zwischen Kalifornien und Oregon, geboren. Er war der Sohn von Combutwaush. Weil er eine Uniformjacke der US-Armee trug, wurde Kintpuash von damaligen Siedlern Captain Jack genannt.

## Oberhäuptling
Als junger Krieger war er für den Frieden, da er schon in seiner Jugend die Überzahl der weißen Eindringlinge erkannte. Mit dieser Entscheidung stand er gegen seinen Vater, der immer auf Krieg aus war. Nach der Ermordung seines Vaters und 37 Kriegern (Ben-Wright-Massaker) im Jahre 1856 trat er nach der Wahl zum Oberhäuptling immer noch standfest für den Frieden ein. Dies führte zur Spaltung der Modoc in zwei feindliche Lager. Captain Jack standen Schonchin und Schonchin-John gegenüber. Als ihn beide immer weiter bedrängten, suchte er die Führer der Weißen auf, um mit ihnen die Lage seines Volkes zu besprechen. Für diese Angelegenheit wollte man ihn töten, doch die Mehrheit seines Stammes stand hinter ihm und war vom Mut ihres gewählten Oberhäuptlings beeindruckt. Captain Jack erhielt von dem Anwalt Steele Hilfe angeboten. Er erreichte durch die Unterstützung von Steele mit den Führern der Siedler einen Nichtangriffspakt, der neun Jahre hielt. Dann kamen immer mehr Siedler in das Gebiet, bis die Regierung beschloss, die Modoc in das Klamath-Reservat umzusiedeln. Die gebildete Kommission setzte Captain Jack ab, als dieser Verhandlungen ablehnte, und übertrug das Amt des Oberhäuptlings an Schonschin. Captain Jack unterzeichnete trotz alledem den Vertrag, da er ein Blutvergießen vermeiden wollte. Hätten die Modoc ein eigenes Reservat erhalten, so wäre die Umsiedlung für die Modoc zu ihrer Zufriedenheit vonstattengegangen. Aber die Klamath verboten den Modoc, Feuer zu entfachen und zu jagen. Nur wenn es die Klamath nicht merkten, war die Jagd möglich. Da schon einige Modoc durch Hunger gestorben waren, beschloss Captain Jack im Frühjahr 1870, das Klamath-Reservat zu verlassen. Nur Schonchin blieb in dem Reservat, während Captain Jack und seine Horde wie auch Hooker Jim mit seinen Leuten an den Lost River – ihre alte Heimat – zogen. Sie errichteten ihre Zelte oberhalb des Tula-Sees.

## Mord an General Canby
Captain Jack und die Familien seiner 70 Krieger errichteten ihr Zeltdorf auf der einen Seite und Hooker Jim auf der anderen Seite ihr Lager. Die Siedler, die nahe den Modoc-Lagern wohnten, beschwerten sich 1870 über die Modoc, doch die Regierung ging erst 1872 auf diese Beschwerde ein. Als die Modoc erneut in das Klamath-Reservat gebracht werden sollten, weigerte sich Captain Jack und forderte für seinen Stamm ein eigenes Reservat. Der Militärkommandant der Pazifikregion General Edward Canby stimmte Captain Jack zu, jedoch die vorgesetzte Dienststelle des Generals lehnte diese Forderung ab und Canby musste eine Kavallerie-Abteilung zu den Modoc beordern, um sie eventuell auch gewaltsam zur Agentur zu bringen. Major Jackson drang mit 38 Soldaten ins Lager der Modoc vor und verlangte die Entwaffnung. Widerstandslos legten die Häuptlinge und Krieger ihre Waffen zu Boden, nur Scarface Charley wollte seinen Revolver nicht abgeben. Auf Befehl Jacksons wollte Lieutenant Boutelle dem Unterhäuptling die Waffe abnehmen. Doch bevor er dazu kam, gab es ein kleines Gefecht. Die Kavalleristen zogen ab, hatten aber einen Toten und sieben Verletzte zu beklagen. Eilig verließen die Modoc die Stätte der Auseinandersetzung. Die Frauen und Kinder fuhren in Booten südwärts über den Tula-See, die Männer hingegen sicherten vom Ufer im dichten Schilf den Rückzug. Sie strebten den heiligen Ort der Modoc, die Lava Beds südlich des Tula-Sees, an. Eine dieser Höhlen hatte Captain Jack ausgesucht, die eine kraterförmige Grube darstellte und wo sich Wälle und Gräben aus Lavagestein um sie herum auftürmten. Über Geheimgänge konnten drei Seen erreicht werden. Diese Höhle stellte eine Art Festung dar und konnte leicht von den Kriegern gegen eine ganze Armee verteidigt werden. Zwei Tage später kamen Hooker Jim, Boston Charley und weitere Modoc zu der Festung und berichteten, dass Soldaten ihr Lager angegriffen und Stammesangehörige verwundet oder getötet hatten. Hooker Jim und seine Krieger hatten auf dem Weg zur Festung aus Rache für die Bluttat zwölf Siedler getötet. Ein Spähtrupp der anrückenden US-Armee erschien am 13. Januar 1873 nahe der Festung, konnte aber von den Modoc zum Rückzug gezwungen werden.
Drei Tage später wurden 225 Soldaten des 1. Kavallerie- und 21. Infanterie-Regiments unter dem Befehl von Colonel Wheaton und 104 Oregon- und California-Volunteers gegenüber der Festung in Stellung gebracht. Mit dieser Machtdemonstration wollte man die Modoc zur Aufgabe zwingen. Captain Jack wollte sich ergeben, aber Hooker Jim und seine Anhänger sprachen sich gegen die Kapitulation aus. 37 von 51 Kriegern wollten weiter kämpfen. Mit Unterstützung von Gebirgshaubitzen eröffneten die Soldaten am 17. Januar 1873 das Feuer. Die Soldaten flüchteten am Nachmittag von der in Nebel eingehüllten Festung – bei ihrer Flucht ließen sie sogar ihre 16 Toten zurück. Die Modoc nahmen die Waffen, die Munition sowie die Armeerationen an sich. Colonel Wheaton forderte 300 Mann Verstärkung an. In die Festung kam am 28. Februar Winema, die Cousine Captain Jacks, die die Modoc unterrichtete, dass der Präsident eine Friedenskommission einberufen hatte, die aus dem Modoc-Agent Meacham und Reverend Eleazar Thomas bestand. Beaufsichtigt wurde die Kommission von General Canby, der auch das Kommando an der Festung übernommen hatte. Er verstärkte die bereits in Stellung gebrachten Soldaten um 1000 Mann und forderte außerdem eine Mörser-Batterie an.
Hooker Jim, Black Jim und weitere angesehene Krieger forderten Captain Jack nach mehreren vergeblichen Verhandlungen auf, den General zu töten, was dieser ablehnte. Als man ihm drohte, dass er durch eigene Leute den Tod finden würde, erklärte sich der Oberhäuptling einverstanden. Boston Charley überbrachte Canby die Einwilligung der Modoc für Verhandlungen. Der festgelegte Termin war Karfreitag, der 11. April 1873, wo sich General Canby, drei Kommissare und Winema mit ihrem Mann Frank Riddle allerdings erst um 11 Uhr beim Verhandlungszelt einfanden, da Winema den General wie auch die Kommissare vor dem Treffen gewarnt hatte. Boston Charley und Bogus Charley waren die Dolmetscher der Kommissare. Nach einer Auseinandersetzung und weiteren Verhandlungen zog Captain Jack plötzlich die Pistole und erschoss Canby, Boston Charley tötete den Reverend, während Dyar und Riddle die Flucht gelang. Winema rettete Meacham das Leben, indem sie die Pistole von Schonchin John zur Seite stieß und, als dieser nochmals anlegen wollte, ihn kurzerhand k. o. schlug.
Captain Jack flüchtete mit seinen Kriegern zur Felsenfestung, die am 14. April unter schweres Mörserfeuer von Soldaten kam. Die Schlacht währte zwei Tage, bis die Modoc von den Soldaten zu den Seen vertrieben waren. Acht Soldaten fanden den Tod und 17 wurden verletzt. Als Gegenangriffe der Modoc vergeblich waren, zogen sie sich in der Nacht des dritten Gefechttages zu einem neuen Versteck zurück. Die verfolgenden 85 Soldaten unter der Führung von Captain Thomas wurden in einen Hinterhalt geführt, wo 23 Soldaten getötet – unter ihnen der Captain und 4 Offiziere – und 18 verwundet wurden. Im Schutz eines Schneesturms wurden die Soldaten geborgen. Bei der Erstürmung der Festung fanden die Truppen drei tote Krieger und acht getötete Frauen. Nun übernahm Brigadegeneral Davis das Kommando. 72 Indianer-Scouts wurden in dem Warm-Springs-Reservat angeworben, die das neue Versteck der Modoc aufspürten. Die Vorhut des Generals wurde von den Modoc fast vollständig aufgerieben, bevor sie selbst unter starken Artilleriebeschuss kamen und sich weiter in die Lava Beds zurückziehen mussten. Am Sorass Lake verloren die Modoc einige ihrer 35 Krieger durch Colonel Hasbroucks Kavallerie, aber auch 24 Maultiere.

## Tod
Auf der Flucht kamen Captain Jack und Hooker Jim wegen der Strategie in Streit, sodass Hooker Jim mit seinen Kriegern zu den Soldaten überlief. Man setzte sie als Scouts gegen ihre eigenen Stammesgenossen ein. Hooker Jim nahm mit drei seiner Krieger am 27. Mai die Verfolgung auf und forderte Captain Jack mit seinen 37 Kriegern – als man sie fand – zur Kapitulation auf. Captain Jack verjagte die Verräter und drohte, sie beim nächsten Zusammentreffen zu töten. Schonchin John ergab sich mit seinen Leuten nach gnadenloser Jagd. Captain Jack folgte mit der Kapitulation am 1. Juni. General Davis wollte die Mörder des Generals und der Kommission sofort hängen lassen, aber das Kriegsministerium in Washington hinderte ihn daran, da man einen Prozess vorbereitete. In Fort Klamath kamen Schonchin John, Black Jim, Barcho, Sloluck, Boston Charley und Captain Jack vor ein Militärgericht. Da kein Anwalt zur Verfügung stand, übernahm Captain Jack die Verteidigung. Das Urteil war bereits klar, da vor dem Gerichtsgebäude während des Prozesses ein Galgen errichtet wurde. Zeugen der Anklage waren auch Hooker Jim und seine Anhänger.
Die sechs Angeklagten wurden wie erwartet schuldig gesprochen und zum Tod durch den Strang verurteilt. In Washington kam es zu Protesten wegen der Verurteilung. Man verlangte, die Todesstrafe in lebenslange Haft umzuwandeln. US-Präsident Ulysses S. Grant begnadigte nur Sloluck und Barcho, die anderen wurden am Morgen des 3. Oktober 1873 hingerichtet. In der Nacht nach der Hinrichtung wurde die Leiche von Captain Jack heimlich ausgegraben und nach Yreka überführt, wo man ihn einbalsamierte und anschließend in Schaubuden in Städten an der Ostküste ausstellte. Für den Verrat an Captain Jack hatte man Hooker Jim und seinen Anhängern Straffreiheit gewährt. 153 Modoc, unter ihnen Hooker Jim und seine Gruppe, kamen zur Quapaw-Agentur im Indianerterritorium. Die letzten 51 Modoc durften 1909 in ein Reservat nach Oregon umsiedeln.

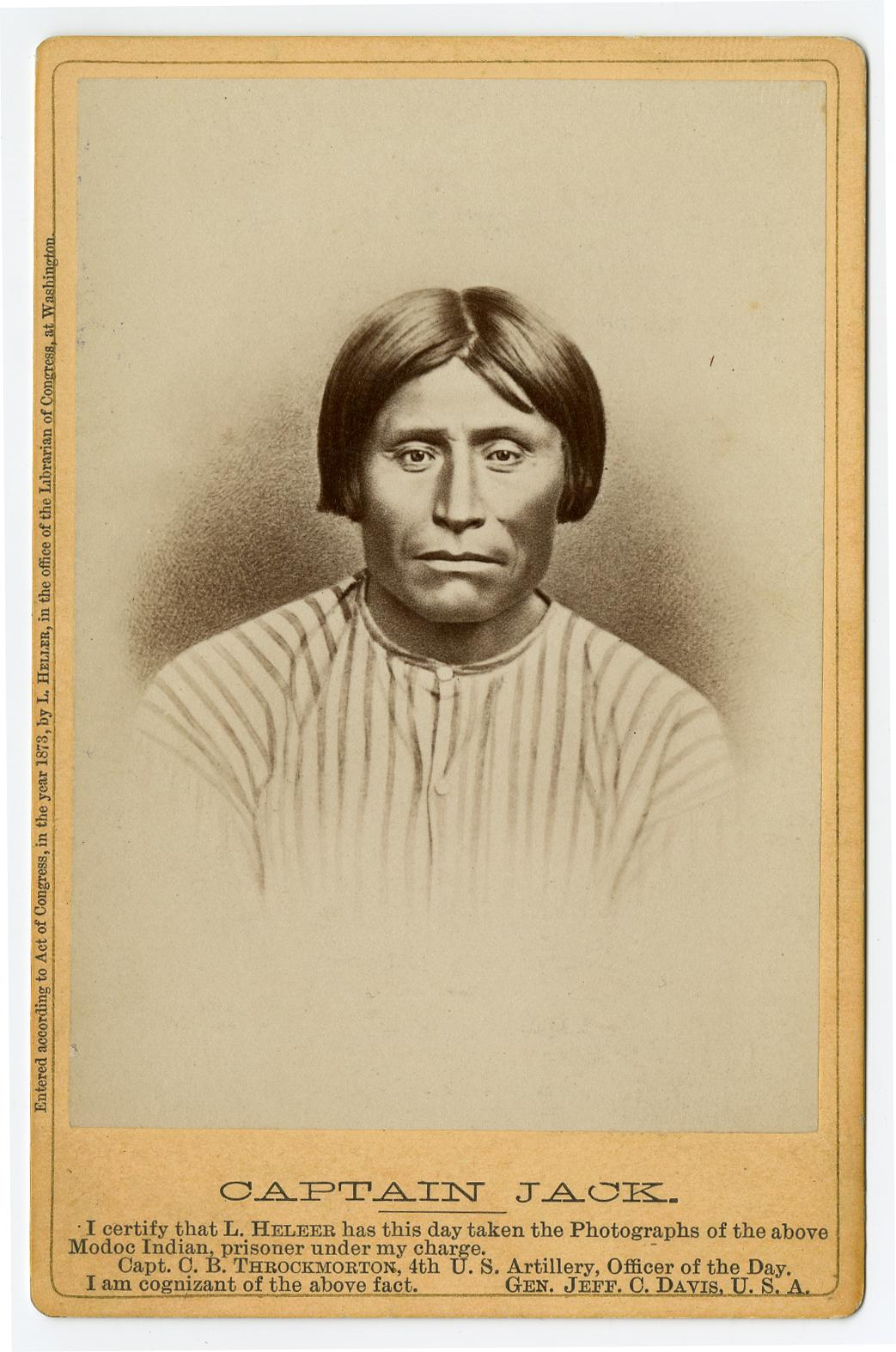
Repository – California Historical Society (15458104939)